# Holopogon guttulus
Holopogon guttulus là một loài ruồi trong họ Asilidae. Holopogon guttulus được Wiedemann miêu tả năm 1821.